# Réserve nationale de faune de Rockwood
La réserve nationale de faune de Rockwood (anglais : Rockwood National Wildlife Area) est une réserve nationale de faune du Canada située à Rockwood au Manitoba. Cette réserve de 31 ha a été créée en 1981 pour fournir un habitat de production pour les oiseaux migrateurs. Elle est administrée par le Service canadien de la faune.